# Vintage Violence (album)
Vintage Violence è il primo album da solista di John Cale, ex membro dei Velvet Underground, pubblicato dalla Columbia Records nel luglio del 1970.

## Tracce
Brani composti da John Cale, eccetto dove indicato
Lato A
1. Hello, There – 2:45
2. Gideon's Bible – 3:19
3. Adelaide – 2:21
4. Big White Cloud – 3:32
5. Cleo – 2:38
6. Please – 4:19

Lato B
1. Charlemagne – 5:00
2. Bring It on Up – 2:21
3. Amsterdam – 3:11
4. Ghost Story – 3:46
5. Fairweather Friend – 2:45 (Garland Jeffreys)

Edizione CD del 1996, pubblicato dalla Columbia/Legacy Records (499945 2)
1. Hello, There – 2:48 (John Cale)
2. Gideon's Bible – 3:24 (John Cale)
3. Adelaide – 2:22 (John Cale)
4. Big White Cloud – 3:33 (John Cale)
5. Cleo – 2:35 (John Cale)
6. Please – 4:19 (John Cale)
7. Charlemagne – 5:03 (John Cale)
8. Bring It on Up – 2:25 (John Cale)
9. Amsterdam – 3:13 (John Cale)
10. Ghost Story – 3:47 (John Cale)
11. Fairweather Friend – 2:33 (Garland Jeffreys)
12. Fairweather Friend – 2:38 (Garland Jeffreys) – Bonus Track - Previously Unreleased, Alternate Version
13. Wall – 6:07 (John Cale) – Bonus Track - Previously Unreleased

## Formazione
- John Cale - voce, tastiera, chitarra
- Ernie Corallo - chitarra
- Garland Jeffreys - chitarra, cori
- Stan Szeleste - tastiera
- Harvey Brooks - basso
- Sandy Konikoff - batteria